# Eleanor Brown

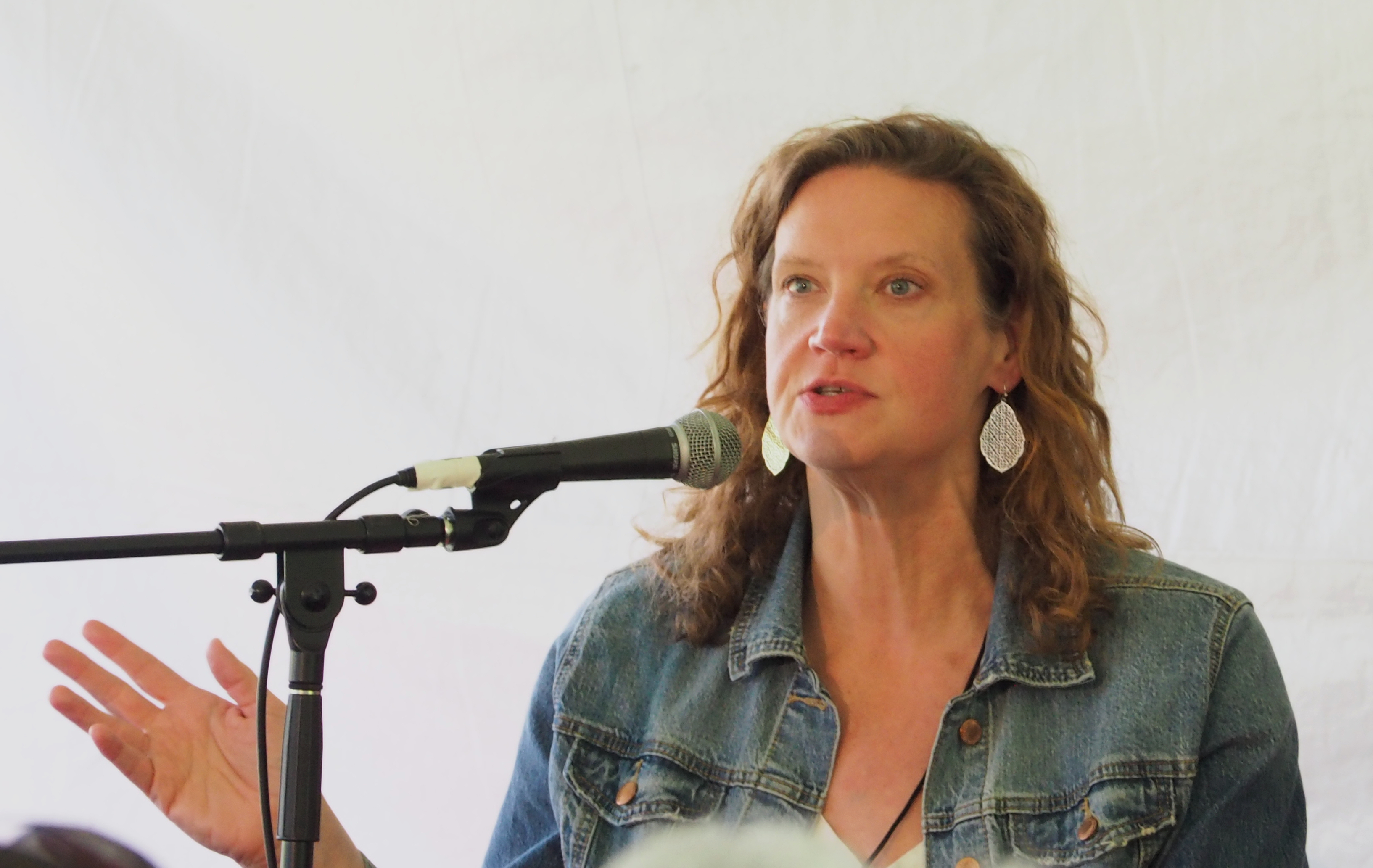
Eleanor Brown

Eleanor Brown (* 1973 in Washington, D.C.) ist eine amerikanische Schriftstellerin, Herausgeberin und Lehrerin. Sie ist eine internationale Bestsellerautorin mit den Romanen The Weird Sisters und The Light of Paris.

## Leben und Werk
Brown wurde in Washington, D.C. geboren und ist die jüngste von drei Schwestern. Sie hat in Minnesota, San Francisco, Philadelphia, Florida und England gelebt. Die Autorin besitzt einen MA-Abschluss in Literatur. Brown gibt landesweit Schreibworkshops und Konferenzen, unter anderem für The Writers' Table und Lighthouse Writers Workshops in Colorado. Brown betreibt auch CrossFit und schreibt für das CrossFit Journal.
Der erste Roman von Eleanor Brown, The Weird Sisters, erzählt die Geschichte der drei Andreas-Schwestern, die sehr unterschiedliche Persönlichkeiten haben. Sie treffen sich in ihrem Haus in der ländlichen Stadt Barnwell (Ohio) wieder, nachdem bei ihrer Mutter Brustkrebs diagnostiziert wurde. Ihr Vater, ein Englischprofessor mit einem Faible für William Shakespeare, hat seine drei Töchter nach Shakespeare-Heldinnen benannt: Rosalind (alias Rose), Cordelia (alias Cordy) und Bianca (alias Bean). Der Titel des Romans, The Weird Sisters, ist eine Anspielung auf die drei Hexen (die oft als „die seltsamen Schwestern“ bezeichnet werden), die in der Shakespeare-Tragödie Macbeth eine Rolle spielen. Browns Debütroman ist in der kollektiven Ich-Perspektive aus der Sicht jeder der Andreas-Schwestern geschrieben.
Wie The Weird Sisters beschäftigt sich auch Browns Folgeroman The Light of Paris mit Themen wie Erfolg, Scheitern und Identität. In Das Licht von Paris geht es um eine Frau namens Madeleine in den 1990er Jahren, die die Geheimnisse der „schwerfälligen Großmutter, die sie kaum kannte“, und des aufregenden Lebens, das sie im Paris der 1920er Jahre führte, entdeckt. Die Geschichte wechselt zwischen den Erfahrungen von Madeleine in ihrem gegenwärtigen Leben und denen ihrer Großmutter Margie aus der Vergangenheit.
Eleanor Brown lebt in Denver.

## Werke
- The Weird Sisters (dt. Die Shakespeare-Schwestern), Roman, 2011. Insel, Berlin 2012, ISBN 978-3-458-77430-3.
- The Light of Paris (dt. Die Lichter von Paris), Roman, 2016. Übersetzung von Brigitte Heinrich, Insel, Berlin 2017, ISBN 978-3-458-36304-0.